# Geleisuiker
Geleisuiker is kristalsuiker waar pectine en citroenzuur aan toe is gevoegd, de productie ervan begon in 1965.
Geleisuiker wordt gebruikt voor het conserveren van vruchten, om zo jams en dergelijke te maken. Om dit mogelijk te maken zijn aan de suiker pectine en citroenzuur toegevoegd. Pectine bindt namelijk met water en vormt daardoor een soort gelei.
In vruchten zit van nature pectine, in bepaalde vruchten echter meer dan andere. In vruchten met minder natuurlijke pectine zorgt het citroenzuur ervoor dat de te maken jam toch voldoende stevig wordt. De geleisuiker zorgt verder voor een goede conserverende werking.
Ook zorgt de geleisuiker ervoor dat de aroma's van de vruchten extra naar voren komen. De kristalsuiker in de geleisuiker kan het aroma van de vruchten dragen. Aromastoffen zijn stoffen die de neiging hebben uit het product te ontsnappen. De geleisuiker voorkomt dit.